# Старі стіни
«Старі стіни» (рос. «Старые стены») — радянська мелодрама, знята у 1973 році режисером  Віктором Трегубовичем за сценарієм  Анатолія Гребнєва.

## Сюжет
Директор підмосковної текстильної фабрики Анна Григорівна Смирнова, безкорисливо присвятила себе виробництву, зустрічає чоловіка і безуспішно намагається піти від несподіваної любові.

## У ролях
| Актор                | Роль                                   |
| -------------------- | -------------------------------------- |
| Людмила Гурченко     | Анна Георгіївна Смирнова               |
| Армен Джигарханян    | Володя                                 |
| Євгенія Сабельникова | дочка Анни Георгіївни Ірина            |
| Віра Кузнецова       | бабуся                                 |
| Євген Кіндінов       | Павлик (озвучував Олексій Консовський) |
| Федір Одиноков       | Олександр Іванович                     |
| Борис Гусаков        | головний інженер                       |
| Валентина Ананьїна   | Анна Микитівна                         |
| Борис Аракелов       | Єрмаков                                |
| Алла Будницька       | Ніночка                                |
| Олена Валаєва        | робітниця Аля Вознесенська             |

## Знімальна група
- Сценарист: Анатолій Гребнєв
- Режисер-постановник: Віктор Трегубович
- Оператор: Едуард Розовський
- Композитор: Георгій Портнов
- Художник: Грач'я Мекинян